# Елеонора Австрийска (1534 – 1594)
Вижте пояснителната страница за други личности с името Елеонора Австрийска.
Елеонора Австрийска (на немски: Eleonore von Österreich; * 2 ноември 1534, Виена; † 5 август 1594, Мантуа) от династията на Хабсбургите, е австрийска ерцхерцогиня и чрез женитба херцогиня на Мантуа, маркграфиня на Монферат и херцогиня на Монферат.

## Живот
Тя е шестата дъщеря на император Фердинанд I и Анна Ягелонина от Бохемия и Унгария.
Елеонора се омъжва на 26 април 1561 г. в Мантуа за Гулелмо Гонзага (1538 – 1587) от род Гонзага. През 1574 г. той е номиниран на херцог на Монферат.
Въпреки гърбавостта му те имат щастлив брак. Двамата имат три деца.
Елеонора умира на 59 години през 1594 г., седем години след съпруга си. Тя е погребана в Гонзага-гробницата в катедралата „Сан Пиетро“ в Мантуа.

## Деца
- Винченцо I Гонзага (1562 – 1612), херцог на Мантуа и Монферат от 1587
- Маргарита Гонзага (* 27 май 1564, † 6 януари 1618), ∞ 24 февруари 1579 за Алфонсо II д’Есте (1533 – 1597), херцог на Ферара
- Ана Катерина Гонзага (* 17 януари 1566, † 3 август 1621 като монахиня), ∞ 14 май 1582 за Фердинанд II (1529 – 1595), ерцхерцог на Австрия-Тирол.